# Journal d'un curé de campagne (film)
Pour plus de détails, voir Fiche technique et Distribution.
Journal d'un curé de campagne est un film français de Robert Bresson sorti en 1951.
Il est inspiré du roman homonyme de Georges Bernanos, publié en 1936.

## Synopsis
Le jeune curé d'Ambricourt (Pas-de-Calais) (Claude Laydu) subit l'hérédité de sa famille d'alcooliques et se nourrit uniquement de sucre, de pain et de mauvais vin. Sa santé s'en ressent. Il tient un journal intime sur lequel il couche les difficultés qu'il rencontre à se faire accepter par ses paroissiens dans cette campagne de l'Artois. Les petites filles, surtout Séraphita (Martine Lemaire), se moquent de lui au catéchisme. Il confie ses problèmes à un confrère à la forte personnalité, l'abbé de Torcy (Armand Guibert), qui l'envoie se faire examiner par le docteur Delbende (Antoine Balpêtré) et lui conseille d'avancer avec prudence pour conquérir la confiance de ses paroissiens. Le jeune prêtre ne suit pas ce conseil et se heurte au comte (Jean Riveyre), qu'il sait être l'amant de l'institutrice (Nicole Maurey) engagée pour instruire sa fille Chantal (Nicole Ladmiral), une adolescente qui déteste sa mère (Rachel Berendt). Cette dernière est une femme brisée, ayant perdu la foi depuis la mort prématurée de son jeune fils. Le jeune curé est ensuite bouleversé par la mort du docteur Delbende, une mort qui ressemble à un suicide. Il s'entête à vouloir ramener la comtesse dans la religion et il y parvient. Mais elle meurt d'une crise cardiaque au cours de la nuit suivante. Les rumeurs incriminent le curé. Il part consulter un médecin à Lille et rencontre auparavant le cousin de Chantal, Olivier (Jean Danet), un homme qui commande un régiment de la légion étrangère. À Lille, le jeune curé apprend qu'il souffre d'un cancer de l'estomac. Réfugié chez Dufrety (Bernard Hubrenne), un prêtre défroqué vivant avec une femme, il meurt en affirmant que « Tout est grâce ».

## Fiche technique
- Titre : Journal d'un curé de campagne
- Réalisateur : Robert Bresson
- Scénario et dialogues : Robert Bresson, d'après le roman éponyme de Georges Bernanos
- Assistant réalisateur : Guy Lefranc
- Musique : Jean-Jacques Grunenwald
- Photo : Léonce-Henri Burel, assisté de Robert Juillard
- Décors : Pierre Charbonnier
- Montage : Paulette Robert
- Son : Jean Rieul
- Production : UGC
- Genre : Drame
- Durée : 117 minutes[1]
- Date de sortie : 
  - France : 7 février 1951
- Affiche : Paul Colin (France)

## Distribution
- Claude Laydu : le curé d'Ambricourt
- Adrien Borel (crédité sous le pseudonyme « André Guibert ») : le curé de Torcy
- Rachel Berendt (créditée sous son nom de naissance, Marie-Monique Arkell) : la comtesse
- Nicole Ladmiral : Chantal
- Jean Riveyre : le comte
- Nicole Maurey : Mlle Louise
- Antoine Balpêtré : le docteur Delbende
- Martine Lemaire : Séraphita Dumontel
- Léon Arvel : Fabregars
- Jean Danet : Olivier
- Gaston Séverin : le chanoine
- Yvette Étiévant : la femme de ménage, compagne de Dufrêty
- Germaine Stainval : la patronne du café
- Bernard Hubrenne : Louis Dufrêty, un prêtre défroqué

## Analyse
- Si vous ne connaissez pas le sujet, laissez ce bandeau (vous pouvez alors contacter les auteurs).
- Si vous supprimez le contenu mis en cause (vous pouvez préalablement contacter les auteurs),

argumentez précisément cette suppression dans la page de discussion
(un manque de référence n'est pas un argument ; une recherche réelle de référence doit avoir été effectuée, être formellement documentée).
Le film est un mélange de dialogues et de commentaires.
Fondé sur la voix intérieure du prêtre autant que sur les séquences filmées, ce film est l’adaptation de Journal d'un curé de campagne, un roman de Georges Bernanos publié en 1936 et récompensé la même année par le Grand prix du roman de l'Académie française.
Fidèle à l'esprit de l'écrivain, Bresson épure au maximum le récit en composant une suite de séquences d'une exemplaire sobriété. À tel point que François Truffaut a pu dire de ce film, qu’il admirait particulièrement, que chacun de ses plans est « aussi vrai qu’une poignée de terre ». Bresson limite le plus possible les expressions et les intonations de ses comédiens professionnels. Par la suite, il ne travaillera d'ailleurs plus qu'avec des amateurs, qu'il appellera des « modèles ». S'imposant une distance remarquable par rapport à son sujet : « un homme qui raconte ses perpétuels états d'âme », il se refuse à tout effet mélodramatique et à toute interprétation mystique.
Film profondément religieux et chrétien, Journal d'un curé de campagne est aussi l'exploration du comportement d'un être rebelle en proie à une idée fixe, ce qui est une constante dans l'œuvre de Bresson. S'abstenant de tout « psychologisme », comme de tout jugement de valeur, l'auteur montre uniquement ce qui lui semble suffisant de dévoiler, faisant ainsi du Journal d'un curé de campagne une œuvre envoûtante et mystérieuse.

## Récompenses
- Prix Louis-Delluc 1950
- Grand Prix, Venise 1950
- Prix Méliès en 1951
- Prix OCIC, 1951[2]
- Grand prix du cinéma français, 1951.